# Klaus Barner (Mathematiker)
Klaus Barner (* 21. Juni 1934 in Frankfurt am Main) ist ein deutscher Mathematiker, der sich mit Zahlentheorie, insbesondere analytischer Theorie algebraischer Zahlkörper, und Mathematikgeschichte befasst.

## Werdegang
Klaus Barner studierte von 1954 bis zum Staatsexamen 1960 Mathematik, Physik und Philosophie an der Georg-August-Universität Göttingen. 1960/61 arbeitete er an der Vorbereitung des evangelischen Kirchentags 1961 in Berlin und anschließend war er „Hausmathematiker“ bei der Deutschen Forschungsanstalt für Hubschrauber und Vertikaltechnik in Echterdingen, wo er durch Lösung eines mathematischen Problems an einem Gutachten für das Verteidigungsministerium beteiligt war. 1962 wurde er wissenschaftlicher Assistent an der Technischen Hochschule Stuttgart, an der er 1963 bei Walter Knödel promoviert wurde. 1965 wurde er Akademischer Rat am Lehrstuhl von Knödel. 1968 habilitierte er sich in Mathematik und wurde Akademischer Oberrat. Er lehrte 1969 bis 1971 als Wissenschaftlicher Rat und Professor an der Universität Karlsruhe (TH) (seit 2009 Karlsruher Institut für Technologie) bei Heinrich-Wolfgang Leopoldt und war danach von 1971 bis zur Emeritierung 2000 Professor an der Gesamthochschule/Universität Kassel.
Barner befasste sich als Mathematikhistoriker intensiv mit Pierre de Fermat und dessen Biographie (auch als Jurist), dem Wolfskehl-Preis für die Lösung der großen Fermat-Vermutung, Gerhard Freys Beitrag zur Lösung, aber auch mit dem Zahlentheoretiker der Antike Diophantos von Alexandria.

## Schriften (Auswahl)
- Zur Abschätzung von Reihen, deren Glieder von rationalen Funktionen eine festen Anzahl sukzessiver Primzahlen gebildet werden, Monatshefte für Mathematik, Band 68, 1964, S. 1–16 (Dissertation)
- Zur Fibonacci-Folge modulo p, Monatshefte für Mathematik, Band 69, 1965, S. 97–104
- Zur Reziprozität quadratischer Charaktersummen in algebraischen Zahlkörpern, Monatshefte für Mathematik, Band 71, 1967, S. 369–384
- Über die quaternäre Einheitsform in total reellen algebraischen Zahlkörpern, Journal für die reine und angewandte Mathematik, Band 229, 1968, S. 194–208 (löste ein Problem von Carl Ludwig Siegel – die einzigen total reellen Zahlkörper, in denen die quaternäre Einheitsform (also die quadratische Einheitsform {\displaystyle x_{1}^{2}+x_{2}^{2}+x_{3}^{2}+x_{4}^{2}} in vier Variablen) ein Geschlecht der Klassenzahl 1 hat, sind der Körper {\displaystyle \mathbb {Q} } der rationalen Zahlen und die quadratischen Zahlkörper {\displaystyle \mathbb {Q} ({\sqrt {2}})}, {\displaystyle \mathbb {Q} ({\sqrt {5}})})
- Über die Werte der Ringklassen-L-Funktionen reell-quadratischer Zahlkörper an natürlichen Argumentstellen, Journal of Number Theory, Band 1, 1969, Nr. 1, S. 28–64 (Habilitationsschrift)
- On A. Weil’s explicit formula, Journal für die reine und angewandte Mathematik, Band 323, 1981, S. 139–152, SUB Göttingen
- Über das Transformationsverhalten der Thetanullwerte unter hyperbolischen Modulsubstitutionen, Mathematische Schriften Kassel, Nr. 1, 1985, S. 1–53
- Über das Theta-Multiplikatorensystem, Results in Mathematics, Band 22, 1992, S. 445–469

Zur Mathematikgeschichte:
- Paul Wolfskehl and the Wolfskehl Prize, Notices of the American Mathematical Society, Volume 44. Number 10, November 1997, S. 1294–1303
- How old did Fermat become?, NTM Internationale Zeitschrift für Geschichte und Ethik der Naturwissenschaften, Technik und Medizin, Neue Serie 9, 2001, S. 209–228 (Nachweis, dass Fermat nicht 1601, sondern 1607 geboren wurde)
- Pierre de Fermat (1601?–1665). His life beside mathematics. EMS Newsletter, Band  42, 2001, S. 12–16
- Das Leben Fermats, Mitteilungen der DMV, Band 9, Heft 3/2001 S. 12–26
- Der verlorene Brief des Gerhard Frey, Mitteilungen der DMV, Band 10, Heft 2/2002 S. 38–44
- Negative Größen bei Diophant ?, 2 Teile, N.T.M., Band 15, 2007, S. 18–49, 98–117,
- Neues zu Fermats Geburtsdatum, Mitteilungen der DMV, Band 15, Heft 1/2007 S. 12–14.
- Fermat et l’affaire Delpoy, in: Rechtsgeschichte, Zeitschrift des Max-Planck-Instituts für europäische Rechtsgeschichte, Band 12, 2008, S. 74–101
- Pierre Fermat. Sa vie privée et professionnelle, Annales de la Faculté des Sciences de Toulouse, 18, No. S2, 2009, S. 119–135 Zentralblatt-Rezension
- Fermats «adaequare» – und kein Ende ?, Mathematische Semesterberichte, Band 58, 2011, S. 13–45.